# Markus Kennel
Beat Meister (22 de gener de 1971) va ser un ciclista suís. Va destacar com amateur, i en el seu palmarès destaca la medalla de bronze al Campionat del Món en contrarellotge per equips de 1993.

## Palmarès
- 1994
  - Vencedor d'una etapa a la Volta a Àustria
  - Vencedor d'una etapa a la Volta a la Baixa Saxònia